# Stephen Blackmore
Stephen Blackmore (1952) is een Britse botanicus. Hij studeerde aan de University of Reading. Aan deze universiteit behaalde hij ook een Ph.D..
Blackmore was actief bij het Aldabra Research Station op de Seychellen en bij de University of Malawi. In 1980 kreeg hij een aanstelling bij het Natural History Museum in Londen. In 1990 werd hij hier hoofd van de afdeling botanie.
Sinds 1999 is Blackmore de regius keeper van de Royal Botanic Garden Edinburgh als opvolger van David Ingram. Dit is een functie met koninklijke benoeming, waarbij hij de leiding heeft over de botanische tuin en het wetenschappelijk onderzoek.
Hij houdt zich bezig met onderzoek op het gebied van palynologie, botanische microscopie en systematiek.
Blackmore is gekozen als lid van de Royal Society of Edinburgh. In 1987 kreeg hij van de Linnean Society of London de Trail-Crisp Award als erkenning voor uitmuntend biologisch onderzoek met de microscoop. In 1992 kreeg hij van de Linnean Society of London de Bicentenary Medal, een onderscheiding vanwege uitzonderlijke prestaties voor een bioloog die jonger is dan veertig jaar. In 2011 werd hij benoemd tot Commandeur in de Orde van het Britse Rijk. In 2012 kreeg hij de Linnean Medal vanwege zijn verdiensten voor de plantkunde. Dat jaar kreeg hij ook de Victoria Medal of Honour van de Royal Horticultural Society
Hij was voorzitter van de UK Systematics Forum for the Office of Science and Technology.
Blackmore is (mede)auteur of (mede)redacteur van boeken als Pollen and Spores: Morphology and Biology (2000, samen met Madeline Harley en Cynthia Morton), Bee Orchids (1999), Buttercups (1999), Atlas of Sexual Reproduction in Flowering Plants (1992, samen met Mauro Cresti en J.L. van Went), Pollen and Spores: Patterns of Diversity (1991, samen met Susan H. Barnes) en Pollen and Spores Form and Function (1986, samen met J.K. Ferguson). Hij is (mede)auteur van artikelen in wetenschappelijke tijdschriften als Grana, Kew Bulletin en Nordic Journal of Botany.